# Ongewimperd knikmos
Ongewimperd knikmos (Bryum archangelicum) is een soort mos uit het geslacht knikmos (Bryum). Dit bladmos groeit op kale vochtige bodem. Het komt voor bij grof zand en gruis.

## Determinatie
Ongewimperd knikmos lijkt habitueel sterk op het netknikmos (Bryum algovicum) en verschilt hiervan door het ontbreken van dwarslijsten op het exostoom en een zwak ontwikkelde verstevigingsrand op de kapselmond. De kapsels rijpen in de zomer. 

## Ecologie
Ongewimperd knikmos groeit meestal op open plekjes in grazige vegetatie. De standplaats en het verspreidingsgebied van ongewimperd knikmos en netknikmos overlappen sterk. 

## Verspreiding
In Nederland komt ongewimperd knikmos zeldzaam voor. Het staat niet op de rode lijst en is niet bedreigd. Ongewimperd knikmos lijkt meer te zijn aangewezen op natuurlijke standplaatsen, en komt ook voor op humeuze bodem, bijvoorbeeld op venig zand. De soort is sterk achteruitgegaan, vooral in het laagveendistrict en op de overgang van de pleistocene districten naar het fluviatiel district en die van de Veluwe naar de met grondwater gevoede dekzandgebieden van IJsselvallei en Gelderse Vallei. Na 1980 is de soort ook op begraafplaatsen in het binnenland verzameld.